# تپه مرز آلته
تپه مرز آلته مربوط به عصر آهن - دوره هخامنشی است و در شهرستان ابهر، بخش سلطانیه، دهستان سلطانیه، روستای قره بولاغ واقع شده و این اثر در تاریخ ۲۶ دی ۱۳۸۶ با شمارهٔ ثبت ۲۰۵۲۸ به‌عنوان یکی از آثار ملی ایران به ثبت رسیده است.